# Блакеберг (станція метро)
59°20′54″ пн. ш. 17°52′57″ сх. д. / 59.348333° пн. ш. 17.8825° сх. д.
«Блакеберг» (швед. Blackeberg) — станція Зеленої лінії Стокгольмського метрополітену, обслуговується потягами маршруту Т19.
Станцію відкрито 26 жовтня 1952 у складі черги зеленої лінії між станціями Гетор'єт і Веллінгбю. 

Відстань до Слюссена становить 14.1 км.
Пасажирообіг станції в будень —	4,700 осіб (2019)

Розташування: мікрорайон Блакеберг, що є частиною району Бромма на заході міста Стокгольм.
Конструкція: напівпідземна станція складається: з відкритою наземної частини та підземної двопрогінної біля входу до порталу тунеля, станція має одну острівну платформу на дузі.
Оздоблення: підземну частину станції оздоблено зеленою, синьою та жовтою плиткою. У рамках проекту «Мистецтво у стокгольмському метро» станція отримала натуралістичні картини на глазурованому клінкері Рубена Хелеандера в 1987 році 

## Операції
| Попередня станція          | Лінія | Лінія     | Лінія | Наступна станція          |
| -------------------------- | ----- | --------- | ----- | ------------------------- |
| Рокста до Гессельбю-странд |       | Лінія T19 |       | Ісландстор'єт до Гагсетра |